# Phycitimorpha
Phycitimorpha is een geslacht van vlinders van de familie tandvlinders (Notodontidae), uit de onderfamilie Phalerinae.

## Soorten
- P. congruata Janse, 1920
- P. hollandi (Bethune-Baker, 1911)
- P. stigmatica Janse, 1920